# Federico Capaldo
Federico Capaldo (Teano, 1883 – Roma, 1941) è stato un generale italiano.

## Biografia
Figlio di Vincenzo e di Maria Fumo, Tenente generale (Generale di corpo d'armata con incarichi speciali); ammesso all'Accademia Militare nel 1902, fu nominato Sottotenente di Artiglieria nel 1904 ed inviato alla Scuola di artiglieria e applicazioni ingegneristiche di Torino; laureatosi in ingegneria, fu ssegnato al Genio Artiglieria.
In seguito frequento' la Scuola di Guerra. Preso servizio all'inizio della Prima Guerra mondiale con i gradi di Capitano, comandò una sezione di obici pesanti presso Poja, in Val Camonica, venne inviato in Francia nel 1916 per studiare le nuove tattiche di artiglieria sviluppate dall'Intesa ed infine fu aiutante in campo di Armando Diaz nella battaglia di Vittorio Veneto. Nominato "Ufficiale di Stato Maggiore", fu responsabile degli stabilimenti pirotecnici militari di Capua e Bologna, Ispettore delle fabbriche italiane d'armi, Comandante del Genio Artiglieria ST.A.M. (Stabilimenti armi e munizioni) del Regio Esercito Italiano.

## Il fucile Carcano Mod.38
Federico Capaldo fu autore del progetto di modifica del fucile Carcano Mod. 91 denominato Mod. 38. Un'arma sensibilmente più corta del tradizionale Fucile Mod. 91, con canna di 538 mm dei quali 475,5 con rigatura destrorsa a passo costante di 240 mm con anima rialesata per ottenere il calibro tra i pieni di 7,35 mm e 7,63 mm tra i solchi. 
Esternamente venne modificato il manicotto terminale, la sciabola baionetta 91 venne sostituita con un pugnale baionetta pieghevole. Il nuovo fucile, denominato Fucile Mod. 38, ricalibrato in 7,35, mm permise il recupero delle scorte esistenti migliorando le caratteristiche balistiche della vecchia arma ormai non più competitiva rispetto a quelle delle altre nazioni. L'arma, nella sua variante in 6,5x52 fu quella utilizzata nell'assassinio del presidente americano J. F. Kennedy.

## Onorificenze
medaglia commemorativa della guerra italo austriaca